# Campeonato Mundial de Natação em Piscina Curta de 2010 - 50 m costas masculino
A prova dos 50 metros nado costas masculino do Campeonato Mundial de Natação em Piscina Curta de 2010 foi disputado entre 17 e 18 de dezembro em Dubai nos Emirados Árabes Unidos.

## Recordes
Antes desta competição, os recordes mundiais e do campeonato nesta prova eram os seguintes:
|    | Nome           | Nacionalidade  | Tempo (segundo) | Local      | Data                   |
| -- | -------------- | -------------- | --------------- | ---------- | ---------------------- |
| WR | Peter Marshall | Estados Unidos | 22.61           | Singapura  | 12 de novembro de 2009 |
| CR | Liam Tancock   | Reino Unido    | 23.41           | Manchester | 11 de abril de 2008    |

## Medalhistas
| Ouro                   | Prata             | Bronze                  |
| Stanislav Donets (RUS) | Sun Xiaolei (CHN) | Aschwin Wildeboer (ESP) |

## Resultados

### Eliminatórias
As eliminatórias ocorreram dia 17 de dezembro. Dezesseis nadadores num total de 76 se classificaram  para a semifinal. 
| Colocação | Bateria | Raia | Nome                              | Tempo | Notas |
| --------- | ------- | ---- | --------------------------------- | ----- | ----- |
| 1         | 10      | 4    | Stanislav Donets (RUS)            | 23.24 | Q, CR |
| 2         | 1       | 3    | Sun Xiaolei (CHN)                 | 23.41 | Q     |
| 3         | 10      | 2    | Nick Thoman (USA)                 | 23.49 | Q     |
| 4         | 10      | 3    | Aschwin Wildeboer Faber (ESP)     | 23.66 | Q     |
| 5         | 8       | 3    | Benjamin Treffers (AUS)           | 23.73 | Q     |
| 6         | 9       | 4    | Jérémy Stravius (FRA)             | 23.75 | Q     |
| 7         | 9       | 3    | Camille Lacourt (FRA)             | 23.78 | Q     |
| 8         | 8       | 2    | David Plummer (USA)               | 23.88 | Q     |
| 8         | 10      | 5    | Guilherme Guido (BRA)             | 23.88 | Q     |
| 10        | 8       | 6    | Stefan Herbst (GER)               | 23.98 | Q     |
| 11        | 8       | 4    | Mirco Di Tora (ITA)               | 24.01 | Q     |
| 12        | 9       | 5    | Damiano Lestingi (ITA)            | 24.07 | Q     |
| 13        | 2       | 7    | Guy Barnea (ISR)                  | 24.09 | Q     |
| 14        | 10      | 1    | Pavel Sankovich (BLR)             | 24.16 | Q     |
| 15        | 6       | 3    | John Tapp (CAN)                   | 24.20 | Q     |
| 15        | 9       | 6    | Arkady Vyatchanin (RUS)           | 24.20 | Q     |
| 17        | 9       | 2    | Masafumi Yamaguchi (JPN)          | 24.22 |       |
| 18        | 6       | 6    | Albert Subirats (VEN)             | 24.23 |       |
| 19        | 9       | 1    | Jonatan Kopelev (ISR)             | 24.28 |       |
| 20        | 7       | 3    | Ryosuke Irie (JPN)                | 24.32 |       |
| 21        | 10      | 8    | Omar Pinzón (COL)                 | 24.33 |       |
| 22        | 8       | 5    | Nicolaas Driebergen (NED)         | 24.36 |       |
| 23        | 10      | 6    | Radoslaw Kawecki (POL)            | 24.61 |       |
| 24        | 10      | 7    | Daniel Arnamnart (AUS)            | 24.67 |       |
| 25        | 7       | 1    | Li Yu-An (TPE)                    | 24.76 |       |
| 26        | 8       | 7    | Garth Virgil Tune (RSA)           | 24.79 |       |
| 27        | 9       | 7    | Andrejs Duda (LAT)                | 24.88 |       |
| 28        | 8       | 1    | Lavrans Solli (NOR)               | 24.92 |       |
| 29        | 7       | 4    | Juan David Molina (COL)           | 24.97 |       |
| 30        | 7       | 6    | He Jianbin (CHN)                  | 25.16 |       |
| 31        | 6       | 7    | Yuan Ping (TPE)                   | 25.23 |       |
| 31        | 7       | 2    | Sverre Naess (NOR)                | 25.23 |       |
| 33        | 1       | 6    | Charles William Walker (PHI)      | 25.38 |       |
| 33        | 9       | 8    | Fabio Santi (BRA)                 | 25.38 |       |
| 35        | 7       | 5    | Federico Grabich (ARG)            | 25.50 |       |
| 36        | 6       | 5    | Serghei Golban (MDA)              | 25.53 |       |
| 37        | 7       | 7    | Andres Olvik (EST)                | 25.55 |       |
| 38        | 4       | 6    | Alex Hernandez Medina (CUB)       | 25.61 |       |
| 39        | 6       | 1    | Charles Hockin (PAR)              | 25.69 |       |
| 40        | 4       | 5    | Mattias Carlsson (SWE)            | 25.72 |       |
| 41        | 5       | 4    | Kristian Kron (SWE)               | 25.76 |       |
| 41        | 6       | 2    | Abdullah Altuwaini (KUW)          | 25.76 |       |
| 43        | 6       | 4    | Jean-François Schneiders (LUX)    | 25.82 |       |
| 44        | 5       | 2    | Raphael Stacchiotti (LUX)         | 25.85 |       |
| 45        | 8       | 8    | Charles Francis (CAN)             | 25.87 |       |
| 46        | 7       | 8    | Sergey Pankov (UZB)               | 25.88 |       |
| 47        | 5       | 3    | Mohamed Hussein (EGY)             | 26.20 |       |
| 48        | 5       | 1    | Mohammed Al Ghaferi (UAE)         | 26.33 |       |
| 49        | 6       | 8    | Tong Antonio (MAC)                | 26.35 |       |
| 50        | 4       | 4    | Nicholas James (ZIM)              | 26.52 |       |
| 51        | 5       | 6    | Jean Luis Gomez Nuñez (DOM)       | 26.55 |       |
| 52        | 5       | 7    | Amine Kouame (MAR)                | 26.81 |       |
| 53        | 5       | 8    | Shuaib Althuwaini (KUW)           | 26.86 |       |
| 54        | 4       | 3    | Boris Kirillov (AZE)              | 27.11 |       |
| 55        | 4       | 2    | Saeed Malekae Ashtiani (IRI)      | 27.17 |       |
| 56        | 4       | 1    | Ngou Pok Man (MAC)                | 27.48 |       |
| 57        | 4       | 7    | Mark Sammut (MLT)                 | 28.01 |       |
| 58        | 2       | 6    | Alkulaibi Aiman (OMA)             | 28.03 |       |
| 59        | 3       | 4    | Ali Ahmed (BRN)                   | 29.09 |       |
| 60        | 3       | 5    | Dulguun Batsaikhan (MGL)          | 29.16 |       |
| 61        | 3       | 7    | Nuno Miguel Rola (ANG)            | 29.31 |       |
| 62        | 4       | 8    | Hamdan Iqbal Bayusuf (KEN)        | 29.47 |       |
| 63        | 3       | 3    | Saif Alaslam Saeed Al-Saadi (IRQ) | 29.60 |       |
| 64        | 3       | 1    | Roman Hramtsov (TKM)              | 30.10 |       |
| 65        | 3       | 6    | Mohamed Bahrin Behrom Shem (BRU)  | 30.81 |       |
| 66        | 1       | 5    | Zin Maung Htet (MYA)              | 31.76 |       |
| 67        | 2       | 3    | Hilal Hemed Hilal (TAN)           | 31.93 |       |
| 68        | 3       | 8    | Belete Fiseha Hailu (ETH)         | 31.99 |       |
| 69        | 3       | 2    | Tano Pierre Claver Atta (CIV)     | 32.68 |       |
| 70        | 2       | 8    | Inayath Hassan (MDV)              | 34.04 |       |
| 71        | 2       | 4    | Giordan Harris (MHL)              | 35.02 |       |
| 72        | 2       | 5    | Renis Krisafi (ALB)               | 38.18 |       |
| -         | 1       | 4    | Ben Owusu Martinsom (GHA)         | DNS   |       |
| -         | 2       | 1    | Derya Buyukuncu (TUR)             | DNS   |       |
| -         | 2       | 2    | Kwame Apenteng (GHA)              | DNS   |       |
| -         | 5       | 5    | Khachik Plavchyan (ARM)           | DNS   |       |

### Semifinal
A semifinal  ocorreu dia 17 de dezembro. Oito competidores se classificaram para a final. 
Semifinal 1
| Colocação | Raia | Nome                          | Tempo | Notas |
| --------- | ---- | ----------------------------- | ----- | ----- |
| 1         | 4    | Sun Xiaolei (CHN)             | 23.23 | Q     |
| 2         | 5    | Aschwin Wildeboer Faber (ESP) | 23.44 | Q     |
| 3         | 3    | Jérémy Stravius (FRA)         | 23.74 | Q     |
| 4         | 6    | David Plummer (USA)           | 23.86 |       |
| 5         | 7    | Damiano Lestingi (ITA)        | 23.96 |       |
| 6         | 2    | Stefan Herbst (GER)           | 24.01 |       |
| 7         | 1    | Pavel Sankovich (BLR)         | 24.10 |       |
| 8         | 8    | Arkady Vyatchanin (RUS)       | 24.23 |       |

Semifinal 2
| Colocação | Raia | Nome                    | Tempo | Notas |
| --------- | ---- | ----------------------- | ----- | ----- |
| 1         | 4    | Stanislav Donets (RUS)  | 23.02 | Q, CR |
| 2         | 6    | Camille Lacourt (FRA)   | 23.37 | Q     |
| 3         | 2    | Guilherme Guido (BRA)   | 23.53 | Q     |
| 3         | 5    | Nick Thoman (USA)       | 23.53 | Q     |
| 5         | 3    | Benjamin Treffers (AUS) | 23.63 | Q     |
| 6         | 7    | Mirco Di Tora (ITA)     | 23.93 |       |
| 6         | 1    | Guy Barnea (ISR)        | 23.93 |       |
| 8         | 8    | John Tapp (CAN)         | 23.96 |       |

### Final
A final teve sua disputa realizada em 18 de dezembro. 
| Colocação         | Raia | Nome                          | Tempo | Notas |
| ----------------- | ---- | ----------------------------- | ----- | ----- |
| Medalha de ouro   | 4    | Stanislav Donets (RUS)        | 22.93 | CR    |
| Medalha de prata  | 5    | Sun Xiaolei (CHN)             | 23.13 |       |
| Medalha de bronze | 6    | Aschwin Wildeboer Faber (ESP) | 23.13 |       |
| 4                 | 3    | Camille Lacourt (FRA)         | 23.16 |       |
| 5                 | 7    | Nick Thoman (USA)             | 23.28 |       |
| 6                 | 2    | Guilherme Guido (BRA)         | 23.39 |       |
| 7                 | 8    | Jérémy Stravius (FRA)         | 23.53 |       |
| 8                 | 1    | Benjamin Treffers (AUS)       | 23.68 |       |

Legenda
| Recorde mundial       | Recorde mundial (World record)               |                       | Recorde africano                      | Recorde africano (African) |                                           | Q | Classificado por posição (Qualified) |
| Recorde do campeonato | Recorde do campeonato (Championship record)  | Recorde da América    | Recorde da América (Americas)         | q                          | Classificado por melhor tempo (Qualified) |   |                                      |
| Melhor marca do ano   | Melhor marca do ano (World leading)          | Recorde asiático      | Recorde asiático (Asian)              | DNS                        | Não largou (Did not start)                |   |                                      |
| Recorde nacional      | Recorde nacional (National record)           | Recorde europeu       | Recorde europeu (European)            | DNF                        | Não terminou (Did not finish)             |   |                                      |
| Recorde pessoal       | Recorde pessoal do atleta (Personal best)    | Recorde da Oceania    | Recorde da Oceania (Oceania)          | DSQ / DQ                   | Desclassificado (Disqualified)            |   |                                      |
| Recorde da temporada  | Recorde da temporada do atleta (Season best) | Recorde sul-americano | Recorde sul-americano (South America) | NM                         | Sem marca (No mark)                       |   |                                      |